# Dithmarscher Museumswerkstätten

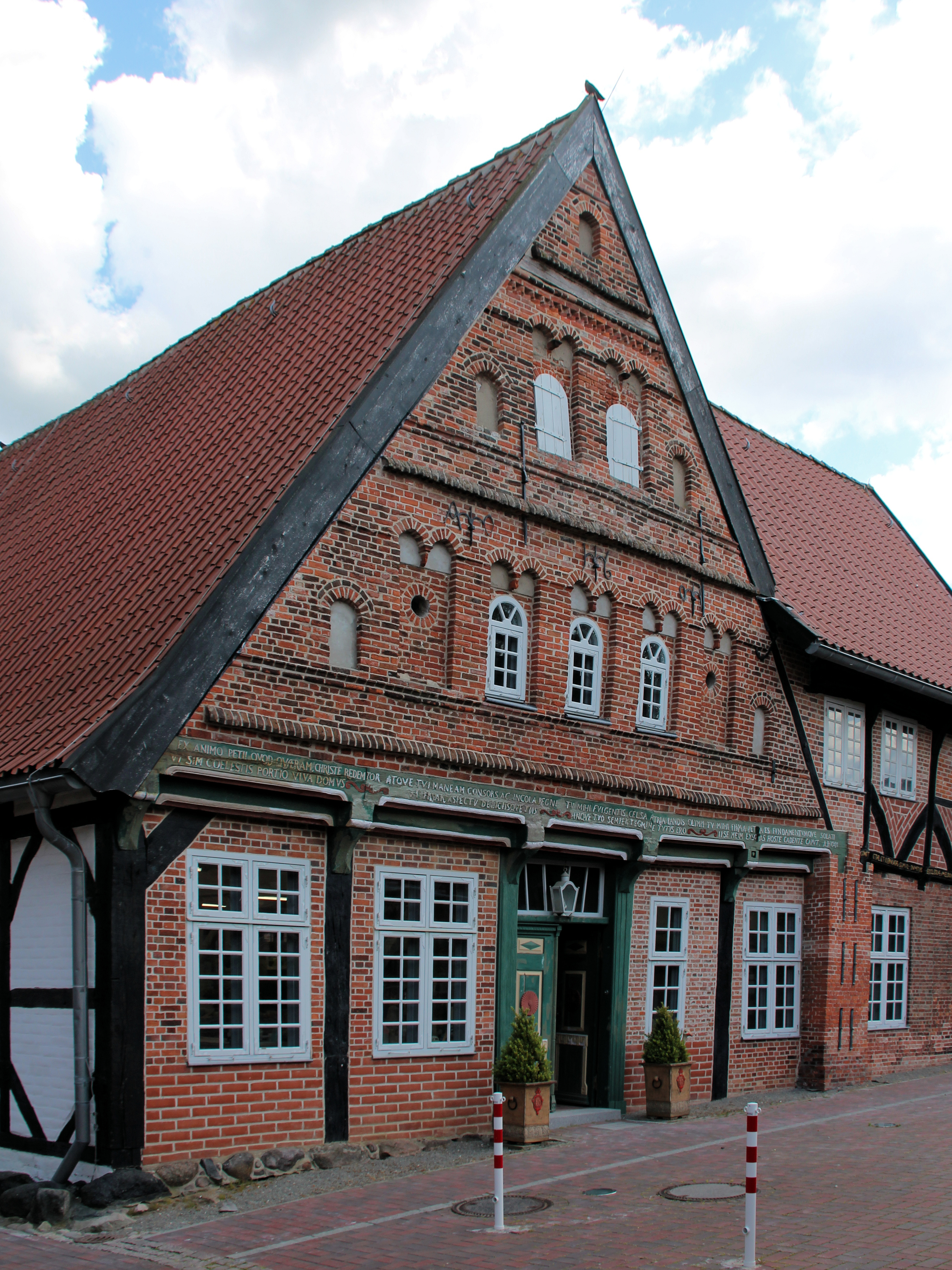
Altes Pastorat in Meldorf, Papenstraße 2

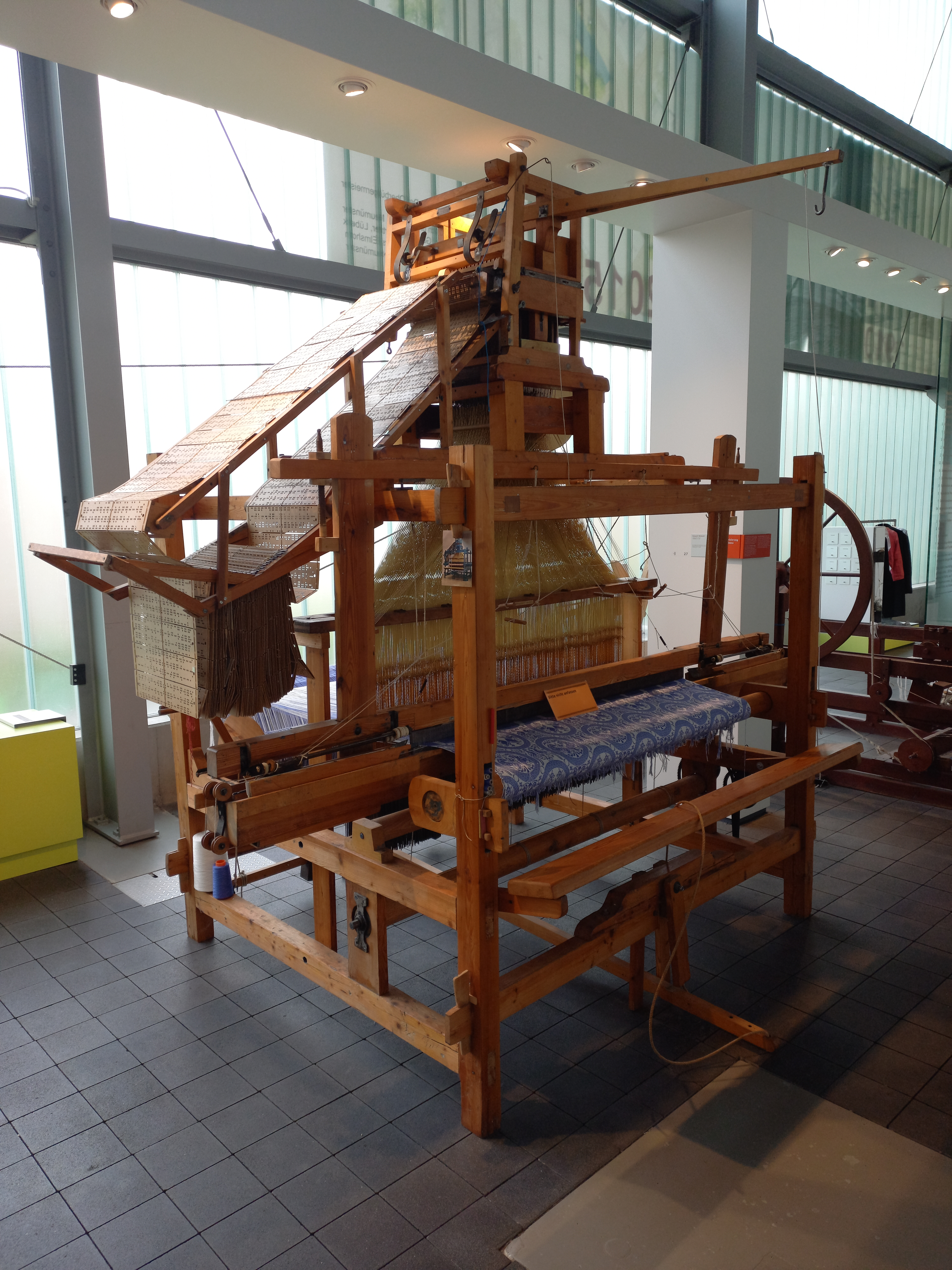
Jacquard-Webstuhl

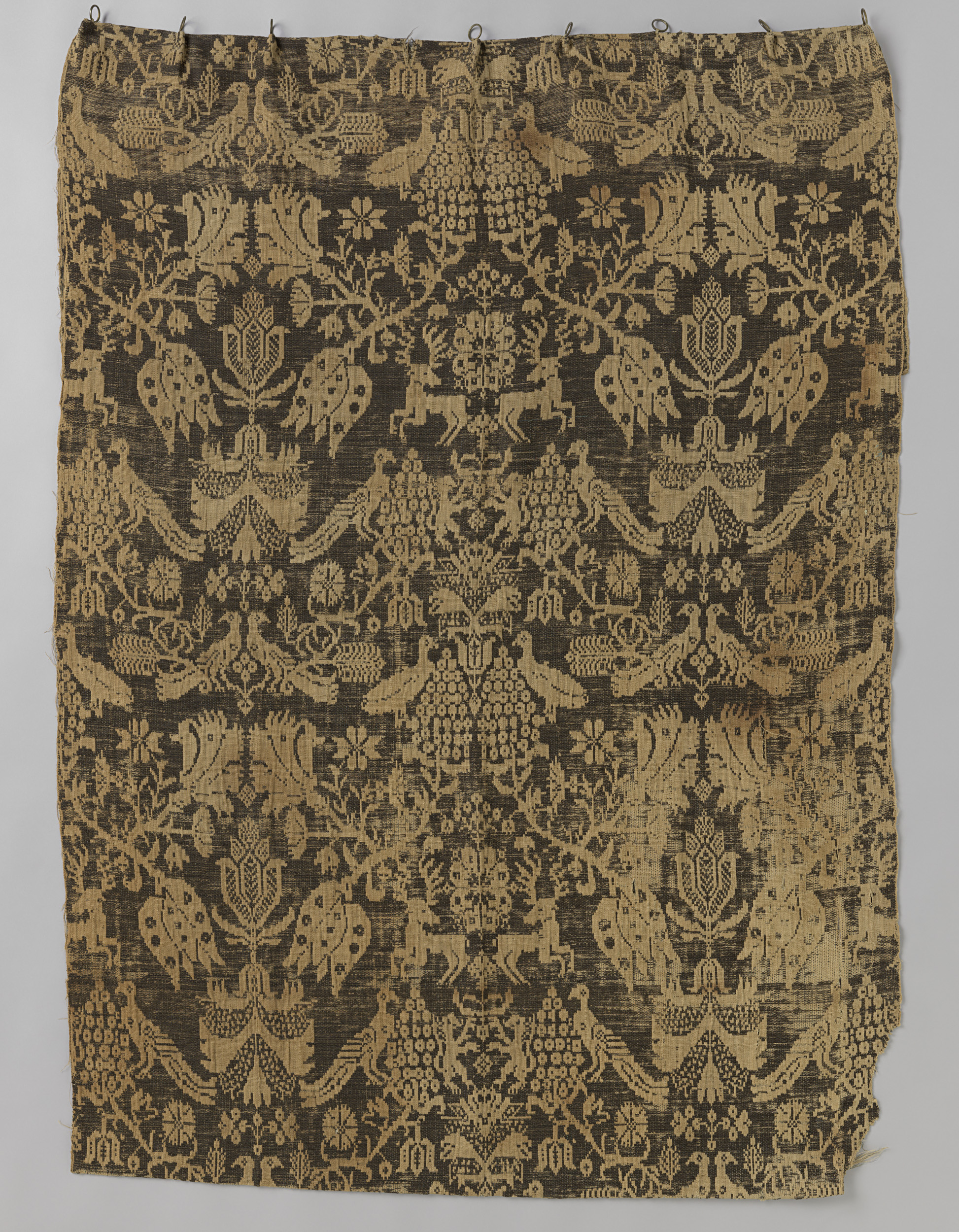
Wandbehang aus Beiderwandgewebe

Die Dithmarscher Museumswerkstätten (vormals Dithmarscher Museumsweberei, auch Museumsweberei Meldorf) sind eine deutschlandweit einzigartige Beiderwandweberei, die in den historischen Räumen des Alten Pastorats in Meldorf (Holstein) untergebracht ist und von der Stiftung Mensch mit betreuten Mitarbeiterinnen und Mitarbeitern betrieben wird.

## Geschichte
Der Ursprung der Dithmarscher Museumswerkstätten liegt im kunsthandwerklichen Museum Dithmarsischer Alterthümer, das 1872 auf Initiative von Gymnasial- und Volksschullehrern gegründet wurde. Die Sammlung war im Alten Pastorat sowie in der Meldorfer Gelehrtenschule ausgestellt, bis 1896 ein neu errichtetes Gebäude am heutigen Museumsstandort in der Domstraße 3 – die Umbenennung in Dithmarscher Landesmuseum erfolgte 1920 – zur Verfügung stand und die Museumswerkstätten ihren Anfang nahmen. Der erste Museumsdirektor Johannes Goos stattete einen Raum mit Beiderwandvorhängen aus, die in schleswig-holsteinischen Bauernstuben als Alkovenvorhänge verwendet wurden. Auf einer Reise nach Skandinavien 1898 informierte er sich über die dortige kunstgewerbliche Entwicklung und ließ nach seiner Rückkehr einen Webstuhl aufbauen. Im Jahr 1901 bat der damalige süderdithmarscher Landrat die Handweberin Elisabeth Lindemann aus Westerwohld, eine Webschule zur Erhaltung der alten Handwerkskunst einzurichten. Zur Vorbereitung verbrachte Lindemann einige Monate in Stockholm an der Webschule der Handarbetes Vänner, um dann im Mai 1902 die selbstständige Leitung der Meldorfer Museumswerkstätten zu übernehmen. Im Jahr 1907 wurden die ersten Jacquardwebstühle aufgestellt und ein Lochkartensystem eingesetzt, wodurch es möglich wurde, umfangreichere Muster herzustellen. Nach ihrer Eheschließung mit dem Künstler Wenzel Hablik 1917 schied Lindemann aus der Meldorfer Weberei aus und verlegte ihre Webschule nach Itzehoe. Die Meldorfer Weberei wurde unter dem Namen Dithmarscher Museumswerkstätten weitergeführt. Im Jahr 1936 erhielt das Alte Pastorat einen zusätzlichen Anbau.
Nach dem Dithmarscher Landesmuseum übernahm zunächst der Kreis Dithmarschen den Betrieb der Museumswerkstätten, bevor 1986 die Stiftung Mensch folgte, nunmehr als Dithmarscher Museumsweberei.
Zu Beginn des 21. Jahrhunderts war das Alte Pastorat durch Feuchtigkeit und Schimmelbefall derart beschädigt, dass es aufgegeben werden sollte. Infolgedessen bildete sich 2003 eine Bürgerinitiative, der es gelang, das ca. 400 Jahre alte Marschbürgerhaus – das letzte dieser Art, die einst das Meldorfer Stadtbild prägte – mit Unterstützung von Förderern aus dem privaten und öffentlichen Bereich zu sanieren.
Im September 2024 schlossen die Dithmarscher Museumweberei und das Dithmarscher Landesmuseum einen Kooperationsvertrag, um das Kulturgut Beiderwandweberei zu sichern. Angestrebt wird eine Anerkennung als immaterielles Kulturerbe der UNESCO. Mit dem Kooperationsvertrag kehrte die Weberei zu ihrem ursprünglichen Namen Dithmarscher Museumswerkstätten zurück.

## Mustersammlung und Webstühle
Die Museumsweberei kann auf eine gewachsene Mustersammlung von etwa 100.000 Lochkartenläufen zurückgreifen. Der Musterschatz umfasst ornamentale Muster aus der Pflanzen- und Tierwelt wie Lebensbaum, Tulpe, Einhorn, Vogel und Hirsch, geometrische Muster sowie Figürliches aus der bäuerlichen und nordisch-ländlichen Lebenswelt. Gearbeitet wird mit historischen Maschinen, Geräten und an Webstühlen, deren Bestandteile teilweise hunderte Jahre alt sind. Die Maschinen und Webstühle wurden technisch überholt, entsprechen heutigen Sicherheitsvorschriften und können von den betreuten Mitarbeiterinnen und Mitarbeitern bedient werden. Um die Mechanik der Webstühle in Funktion beobachten zu können, wurden Verschalungen entfernt und durch transparente Plexiglasflächen ersetzt.
In der Museumsweberei werden unter anderem Teppiche, Wandbehänge, Decken, Kissenbezüge, Handtücher und Taschen hergestellt. Sie ist werktags für Besucher geöffnet, nach Absprache sind Führungen möglich.